# Елчо (Висконсин)
Елчо (енгл. Elcho) насељено је место без административног статуса у америчкој савезној држави Висконсин.

## Демографија
По попису из 2010. године број становника је 339.
| Група             | 2000.    | 2010.       |
| Белци             | 0 (0,0%) | 322 (95,0%) |
| Афроамериканци    | 0 (0,0%) | 0 (0,0%)    |
| Азијати           | 0 (0,0%) | 0 (0,0%)    |
| Хиспаноамериканци | 0 (0,0%) | 9 (2,7%)    |
| Укупно            | 0        | 339         |